# Anagennisi Karditsa
Anagennisi Karditsa oder Anagennisi Karditsa 1904 (griechisch Αναγέννηση Καρδίτσας 1904) ist ein griechischer Fußballclub aus Karditsa in Griechenland. In der Saison 2015/16 spielt der Verein in der Football League.

## Geschichte
Der Club wurde 1904 in der Stadt Karditsa im Südwesten Thessaliens gegründet. Er war ursprünglich als Sportverein für mehrere Abteilungen gegründet als ASA (griechisch: Αθλητικός Σύλλογος Αναγέννησης – Athlitikos Syllogos Anagennisis), die Anagennisi Athletic Association. Der Name kommt von dem griechischen Wort für Wiedergeburt.
Als die griechische Fußballliga 1979 professionalisiert wurde, wurde das Football Department of ASA in eine Football Public Limited Company oder PAE (griech.: ΠΑΕ - Ποδοσφαιρική Ανώνυμη Εταιρία / Podosferiki Anonymi Eteria) umgewandelt. Von nun an hieß der Verein PAE Anagennisi Karditsas (FC Anagennisi Karditsa).
Nachdem das Team mehrere Jahre in den tieferen Klassen verbrachte, vollzog der Club 2006 unter Vaios Karagiannis, einem ehemaligen Spieler von AEK Athen, einen Wandel. Dieser bestand darin, dass man viele junge Spieler ins Team holte und einen engen Vertrag zum Spieleraustausch mit AEK Athen unterzeichnete.
Eine Verbesserung der Spielweise endete mit dem Aufstieg in die Beta Ethniki in der Saison 2008/09. Nach acht Jahren in der Gamma Ethniki (Nordgruppe) gelang dieser Aufstieg.

## Stadion
Anagennisi Karditsa trägt seine Heimspiele momentan im Karditsa-Stadion (Δημοτικό Στάδιο Καρδίτσας) aus. Es befindet sich im östlichen Teil der Stadt Karditsa. Das Trainingsgelände befindet sich in der südlichen Nachbarstadt Rousso.

## Spieler
- Marco Förster (2009–2010)
- Marco Thiede (2025–)